# Sarniguet
Sarniguet é uma comuna francesa na região administrativa de Occitânia, no departamento dos Altos Pirenéus. Estende-se por uma área de 2,07 km². Em 2010 a comuna tinha 261 habitantes (densidade: 126,1 hab./km²).